# Меноуър
„Мeнъуор“ (Manowar) е хевиметъл група, създадена през 1980 г. в град Обърн, щата Ню Йорк, САЩ.
Групата е известна с бомбастичното си звучене и имидж, като през 1980-те огромната им маса фенове по света ги нарича „кралете на метъла“ (kings of metal). Известни са със своите войнствена тематика и естетика, борбата за „истинският метъл“ и интереса към скандинавската митология. Групата държи световния рекорд за най-дълъг хевиметъл концерт от 5 часа и 1 минута, състоял се в Каварна, България през 2008 г. Нямат комерсиален успех в САЩ, но са особено популярни в Европа, Австралия и Южна Америка. Групата е продала около 9 млн. копия на своите албуми по целия свят. Менъуор има 13 студийни албума, няколко допълнителни, 17 сингъла, 4 сборни, много клипове и DVD-та.

## История

### Началото (1980 – 1981)
В края на 1980 Джоуи ДеМайо работи като бас техник и пиротехник за Блек Сабат. Когато участва в концерта им в Newcastle City Hall в Англия, Джоуи среща първия китарист на Менъуор – Рос ‘The Boss’, който по това време свири за Shakin Street – поддържаща група на Блек Сабат. Тъй като и двамата споделят любовта към хевиметъла, не след дълго идва идеята да създадат Менъуор.

### Първи албум (1981 – 1982)
По-късно, подкрепени от Ерик Адамс (и барабаниста Дони Хамзик), Manowar записват първия си албум, „Battle Hymns“. Той се отличава с разказа на легендарния актьор Орсън Уелс в песента „Dark Avenger“. Battle Hymns остава един от най-успешните метъл дебюти, като има изумителни продажби и показва ново звучене. Освен това албумът се отличава с доста по-силно озвучаване.

### На пътя на славата (1983 – 1988)
Когато Менъуор обединяват сили с нов издател, те подписват договора с тяхната собствена кръв, ставайки първата група, демонстрирала своята обвързаност по този начин. Техният 2-ри албум, „Into Glory Ride“, се отличава с дебюта на Скот Калъмбъс, под чиито удари обикновените каси на барабаните просто не издържат и се разпадат. Заради това той използва специални барабани от неръждаема стомана. Албумът се оказва много успешен и харесван.
Записан за 6 дни, третият албум на Менъуор е озаглавен „Hail To England“. Той ознаменува дебюта на групата във Великобритания. От нахлуването на викингите през 878 г., островите не са виждали толкова много енергия и мощ. Цяла Европа става плячка на Менъуор по време на турнето „Spectacle Of Might“, на което групата прекосява и взривява всичко по пътя си след четвъртия им албум, „Sign Of The Hammer“. По това време групата влиза в рекордите на Гинес като най-шумна група в света.
Все още на крилете от „Sign Of The Hammer“, групата издава „Fighting The World“. Менъуор отново преминават през цяла Европа като буря с помощта на предходния си албум. През това време феновете им се увеличават. Свирейки още по-диво, силно и тежко, Менъуор привличат огромни тълпи, като дори канят фенове да пеят или да свирят с тях на сцената.

### Kings of Metal (1988 – 1992)
Следващият албум на групата е наречен „Kings Of Metal“ – прозвище, което музикантите от групата получават от всенародните си легиони от фенове. Групата пътува до Англия, за да запише „The Crown And The Ring“, също както и други невероятни парчета с мъжкия хор от 100 души „Canoldir“ в катедралата „Свети Пол“ в Бирмингам. Тази величествена творба включва и оркестър, също както други песни в „Kings Of Metal“. Феновете чакат четири години за следващото предложение на групата.

### Нови албуми и първо видео (1992 – 2002)
През това време Менъуор построяват собствено студио в Ню Йорк, което е кръстено с името на къщата на композитора Рихард Вагнер – Haus Wanfried. От там излиза и седмият албум на групата, „The Triumph of Steel“, който предлага над 70 минути чиста метал мощ. Вдъхновени от Омировата Илиада, песента „Achilles: Agony And Ecstasy In Eight Parts“ продължава 28 минути. „The Triumph Of Steel“ влиза в немските класации под номер 35 и достига светкавично до 8-о място, без сингъл или видеоклип. Когато албумът е издаден в Гърция, феновете обсаждат най-големия музикален магазин в Атина, за да бъдат измежду първите чули новия диск. Заради големия интерес на феновете са издадени допълнителни копия на албума. Групата свири пред повече от 15 000 фенове в Атина на техния първи концерт там.
Менъуор продължават да пълнят залите. В Хановер, Германия, групата установява нов стандарт в разбиранията за разцепваща слуха сила на звука, чупейки световния рекорд в книгата на Гинес за най-шумна група на планетата. Двама звукови специалисти потвърждават шока, в който Менъуор поставят града, свирейки на живо с удивителните 129,5 децибела през 10 тонови колони, като всяка една от тях е 12 метра висока и 6,5 метра широка.
Новината за това събитие обикаля целия свят. Друг важен момент от турнето „Secrets Of Steel“ е първият концерт на групата в Русия, където чрез гласуване става ясно, че те са най-желаната група за концерт, побеждавайки дори Бийтълс и Майкъл Джексън. След две години работа над следващия си албум, Менъуор издават „Louder Than Hell“ с нов китарист – Карл Логан. „Ние сме перфекционисти“ – възкликва Джоуи, имайки предвид дългия интервал от време. „Добрите песни не растат по дърветата, както и великото изкуство не се съобразява с някакви своеволни разписания. Когато сме вдъхновени – създаваме. А когато създаваме, нашата цел е да уловим силата и идеите на тези песни, докато ги свирим в студиото. Нашата енергия, докато свирим на живо, е най-ярката характеристика на тази група.“

### Warriors of the World, Hell On Earth и Magic Circle Music (2002 – 2005)
През 2002 г., шест години след последния си албум, издават „Warriors Of The World“. Песни като „I Believe“ и „Nessun Dorma“ придават отчасти ново звучене на групата, но без да променят стила ѝ. Групата заминава на дълго световно турне в подкрепа на албума, наречено Warriors of the World United Tour. За да компенсират липсата на нови албуми, групата издава няколко видеоалбума. Fire and Blood през 2002 г., Hell on Earth Part III през 2003 г. и Hell on Earth Part IV през 2005 г. Всички техни DVD-та, които излизат след 2000 г. стават със златен сертификат в Германия.
През 2003 г. Демайо създава свой лейбъл, наречен Magic Circle Music. Той се превръща в официален дом на групата, създаден да удовлетворява техните нужди, както и на други групи, подобни на тях. Чрез него излиза EP-то The Sons of Odin през 2005 г.

### Gods of War (2006 – 2009)
През 2007 г. излиза албумът Gods of War. След няколко шоута в Европа, се започва работа по ново EP. През юни 2009 г. излиза новото EP „Thunder in the Sky“. Миниалбумът се състои от два диска, като първият съдържа шест парчета, а едно от тях („Father“) е записано на 16 езика. Всички негови варианти (български, хърватски, фински, френски, немски, гръцки, унгарски, италиански, японски, норвежки, полски, португалски, румънски, испански и турски), извън поместения в първия диск английски, се намират на второто CD. Един чудесен жест от страна на бандата към България e версията на български език „Татко“.

### Battle Hymns MMXI и The Lord of Steel (2010 – 2013)
На 1 юни 2010 г. списание Classic Rock публикува интервю с барабаниста Скот Кълъмбъс, който казва, че е напуснал групата през април 2008 г. Няма официално изявление от Менъуор, като тогава Кълъмбъс все още фигурира в сайта им и на промоционални постери. Също така казва, че напускането му през 1990 г. и 2008 г. поради „заболяване и лични причини“ не е вярно и е без негово съгласие. По-късно същата година, на 15 октомври 2010 г., Джоуи Демайо пише във Facebook, че Хамзик отново е част от групата, след 26-годишно отсъствие.
Скот Кълъмбъс умира по-малко от година след това, на 4 април 2011 г. Причината не е известна. Следващият албум на групата е презаписания Battle Hymns, който излиза с името Battle Hymns MMXI на 26 ноември 2010 г. Специално издание, включващо 4 песни на живо от турнето Battle Hymns Tour, излиза на 26 юли 2011 г.
Новият им албум The Lord of Steel, излиза на 16 юни 2012 г. ексклузивно в iTunes и в онлайн магазина на групата.

### Kings of Metal MMXIV (2014–сега)
На 28 юли 2013 г. Менъуор заявяват, че ще презапише албума си от 1988 г. Kings Of Metal. Kings of Metal MMXIV първоначално излиза на 4 февруари 2014 г. чрез платформата iTunes за дигитално сваляне. Копията излизат на пазара на 28 февруари.
Групата заминава на световно турне в негова подкрепа, което започва от Чикаго, САЩ.

## Концерти в България
През юни 2007 г., след дългогодишни отлагания, Менъуор най-после идват в България, където на 30 юни изнасят
невероятен концерт в рамките на фестивала „Калиакра Рок Фест“ в град Каварна. Концертът буди невиждан интерес за българските мащаби.
На стадиона в Каварна присъстват над 20 хил. души, според сведения специално е имало фенове от Румъния, Сърбия,
Унгария, Русия, дори далечна Аржентина. Самите Менъуор окачествяват концерта си като „вероятно най-добрият правен от тях някога“. Те обещават да издадат DVD със заглавие „Live in Kavarna“, чиято световна премиера е на 1 декември 2007 г.
Най-впечатляващото и запомнящо се нещо от концерта е изпълнението на българския химн на чист български език от неповторимия Ерик Адамс. Целият концерт включва парчета от всичките им 10 студийни албума. След този успех, Менъуор обещават да се върнат в България за нов концерт. През 2008 г. Менъуор се завръщат в Каварна. Концертът е на 5 юли, отново част от
„Калиакра Рок Фест“ 2008. Концертът отново е уникален. Групата се заканва това да бъде най-дългият метъл концерт
правен някога в света, с което да влезе в Книгата на Гинес и успява.
Концертът официално е засечен на 4 ч. и 23 мин., но групата излиза още няколко пъти на бис и всъщност концертът продължава цели 5 часа.
Изпълнени са 43 песни. Концертът обаче е уникален и по още нещо. Музикантите свирят със Софийската филхармония, с която изпълняват някои парчета за първи път на живо.
Най-впечатляващото изпълнение в цялата вечер въобще е на „The Crown and The Ring“ – за първи път звучащо на живо.
Накрая се изпълнява отново и „Мила Родино“. По време на концерта басистът Джоуи Демайо заявява, че Менъуор отново ще се върнат. И така става – на следващата година Менъуор участват в българското издание на фестивала Сонисфиър, който се провежда в София на 22 и 23 юни 2010.

## Състав
| Настоящи членове - Ерик Адамс – вокали (1980– ) - Джоуи Демайо – бас (1980– ) - Дони Хамзик – барабани (1981 – 1982; 2009– ) - Карл Лоугън – китара (1994– ) |  | Предишни членове - Карл Кенеди – барабани (1980) - Рос „Дъ Бос“ Фрийдман или Рос Фуничело – китара (1980 – 1988) - Скот Кълъмбъс – барабани (1983 – 1991; 1995 – 2008) - Дейвид Шенкъл – китара (1989 – 1993) - Кени Ърл „Райно“ Едуардс – барабани (1992 – 1995; 2008) |

## Дискография

### Студийни албуми
- 1982: Battle Hymns
- 1983: Into Glory Ride
- 1984: Hail to England
- 1984: Sign of the Hammer
- 1987: Fighting the World
- 1988: Kings of Metal
- 1992: The Triumph of Steel
- 1996: Louder Than Hell
- 2002: Warriors of the World
- 2007: Gods of War
- 2010: Battle Hymns MMXI
- 2012: The Lord of Steel
- 2014: Kings of Metal MMXIV
- 2019: Into Glory Ride Imperial Edition MMXIX
- 2019: Hail To England Imperial Edition MMXIX

### Албуми на живо
- 1997: Hell on wheels
- 1999: Hell on stage live
- 2008: Gods of war live

### Компилации
- 1998: The Kingdom of Steel

### Сингли
- 1983: Defender
- 1984: All Men Play On Ten
- 1987: Blow your Speakers
- 1988: Herz aus Stahl
- 1992: Metal Warriors
- 1994: Defender
- 1996: Return Of The Warlord
- 1996: Courage
- 1996: Courage – Live
- 1996: Number One
- 2002: Warriors of the World united Part I
- 2002: Warriors of the World united Part II
- 2002: An American Trilogy
- 2002: The Dawn of Battle
- 2006: The Sons Of Odin/Immortal package (bonus DVD+ booklet)
- 2008: Die With Honor
- 2009: Thunder in the sky

### Специални версии
- 2007: Gods Of War – CD + bonus DVD)
- 2001: Battle Hymns (Silver Edition – Remastered)
- 2001: Into Glory Ride (Silver Edition – Remastered)
- 2001: Hail To England (Silver Edition – Remastered)
- 1998: The Kingdom Of Steel (Compilation) – Това е единствената официална компилация
- 1998: Live In Spain
- 1998: Live In France
- 1998: Live In Germany
- 1998: Live In Portugal
- 1993: Secrets Of Steel – включва албумите Into Glory Ride и Hail To England, както и кратък филм за групата

### Видео/DVD
- 2001: Hell On Earth I
- 2002: Hell On Earth II + Fire And Blood
- 2002: Warriors Of The World United (mini DVD)
- 2003: Hell On Earth III
- 2005: Hell On Earth IV
- 2006: The Day Earth Shook – The Absolute Power
- 2007: Magic Circle Festival, vol. 1
- 2007: Live in Bulgaria
- 2008: Magic Circle Festival, vol. 2
- 2009: Hell On Earth V